# Plíseň bramborová

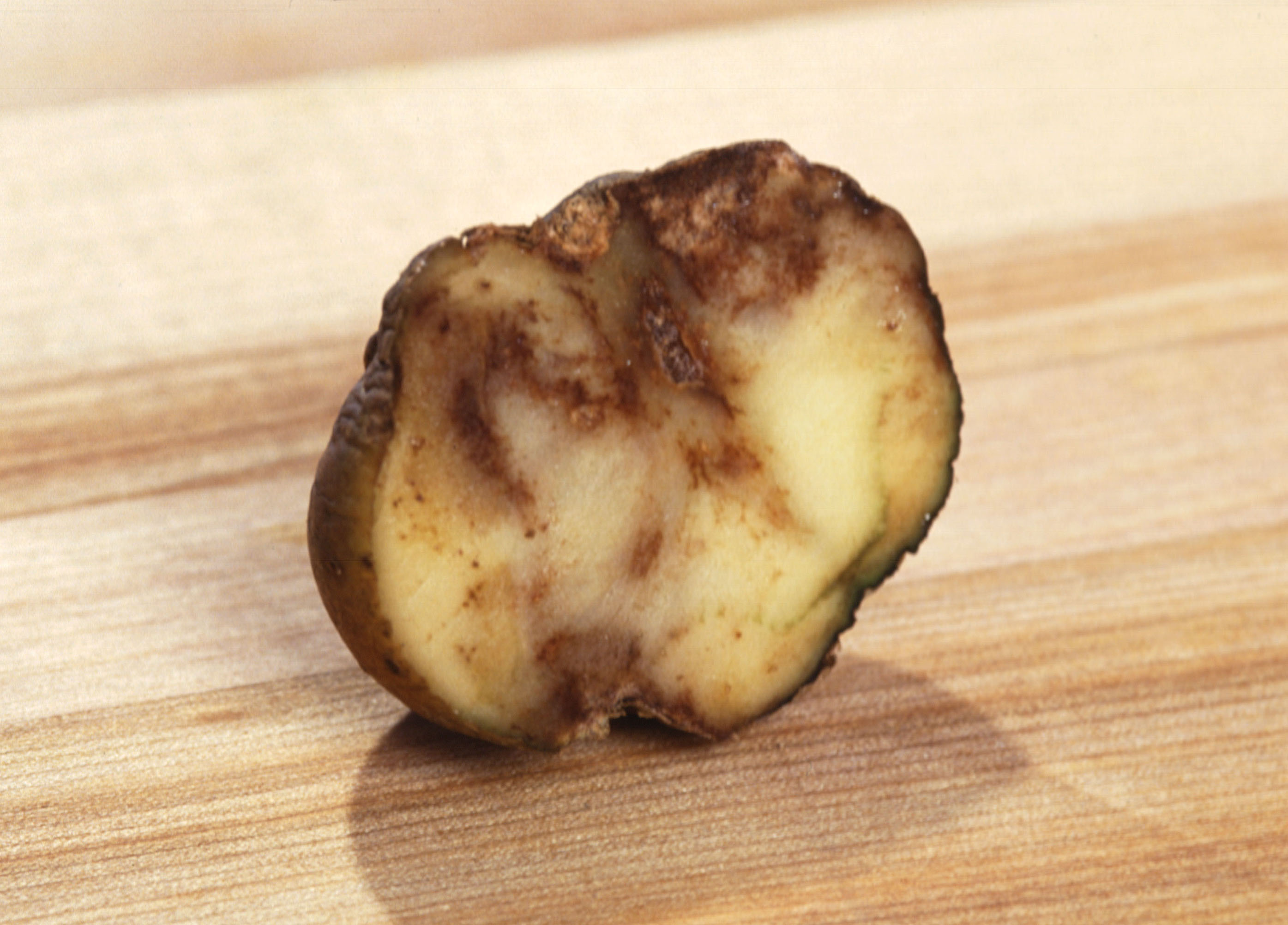
Choroba na hlíze bramboru

Plíseň bramborová je houbová choroba rostlin způsobená houbou Phytophthora infestans z čeledě Phytophthoraceae řádu (Peronosporales), vřetenatkotvaré. Je popisováno, že v chladných a vlhkých letech může způsobit snížení sklizně plodů až o 90 %.

## EPPO kód
PHYTIN

## Synonyma patogena
Podle biolib.cz bylo pro patogena s označením Phytophthora infestans používáno více rozdílných názvů, například Botrytis infestans nebo Peronospora infestans.

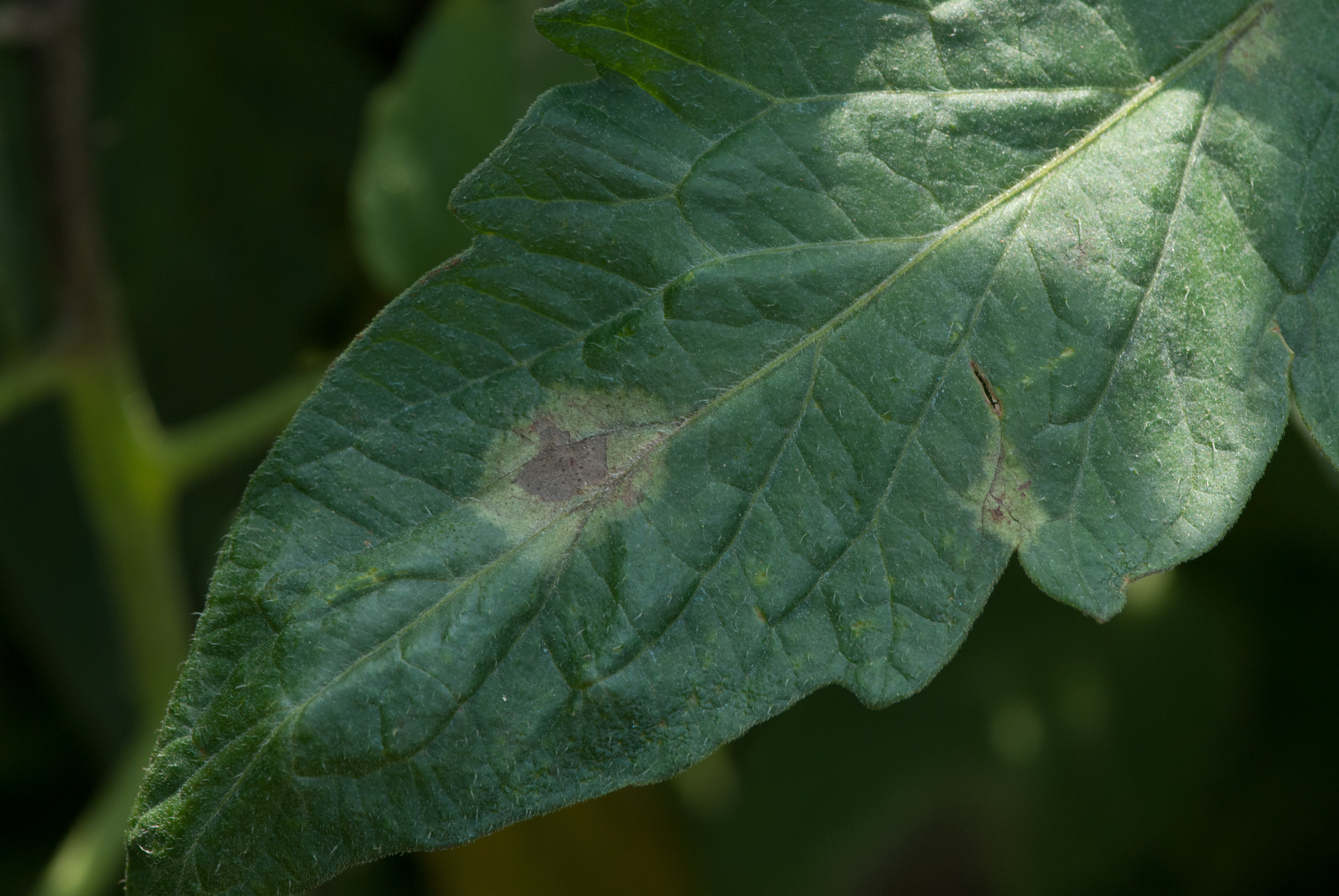
Píseň bramborová na listu rajčete

### České názvy
Pro chorobu plíseň bramborová je vyvolanou patogenem Phytophthora infestans je u jiných hostitelů používáno více rozdílných názvů, například plíseň rajčat. U hostitele lilek brambor je nově také používán název plíseň bramboru.

## Zeměpisné rozšíření
Původní výskyt patogenu byl popisován v Mexiku. Pravděpodobně v polovině 19. století byly dovezeny lodní dopravou infikované hlízy do Evropy, kde došlo k epidemickému šíření choroby. Ve 21. století je patogen (A1 typ) běžný ve všech oblastech pěstování brambor a rajčat.

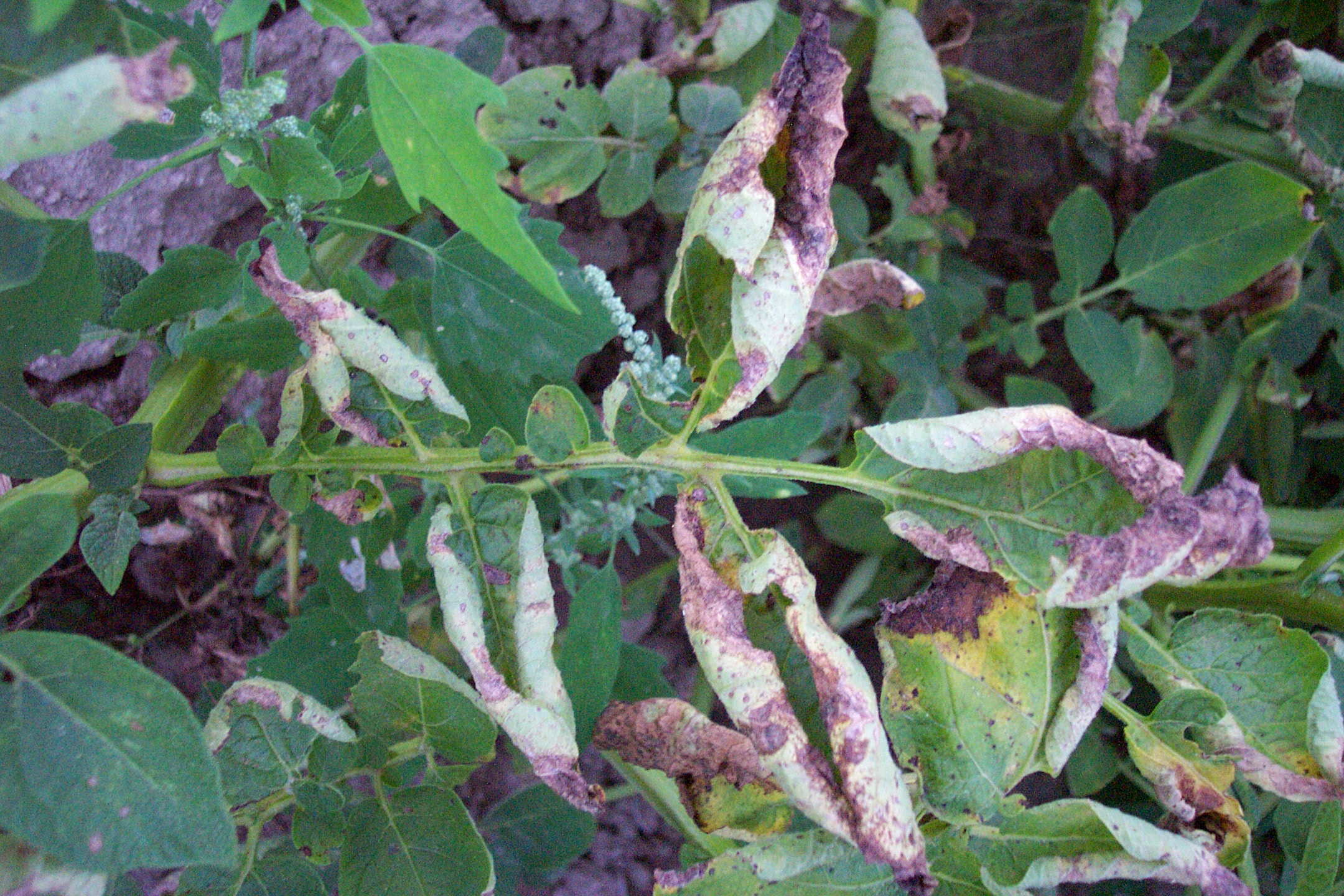
Napadení na listech bramboru

## Hostitel
Byliny z čeledi lilkovité (Solanaceae), zejména rodu lilek (Solanum). Napadeny mohou být i okrasné rostliny – petunie, surfinie, datura, mochyně.

## Příznaky

### Hlízy
Na rostlinách vyrůstajících z infikovaných hlíz dochází k šíření patogenu stonkem. Příznaky choroby se nejdříve objevují na vegetačních vrcholech a
dochází k postupnému odumírání listů a stonků. Infekce napadající zdravé rostliny se nejdříve projevuje na listech. Napadení porostu se projevuje nejdříve v ohniscích a později dochází k plošnému šíření.

### List
Napadení se projevuje na listech jako skvrny zelené, vodnaté, později šedohnědé až černé barvy, nekrotizující, které se postupně rozrůstají a listy zasychají nebo hnijí. Na spodní straně listu se napadení při zvýšené vlhkosti projevuje jako práškovitý povlak (sprangiofory).

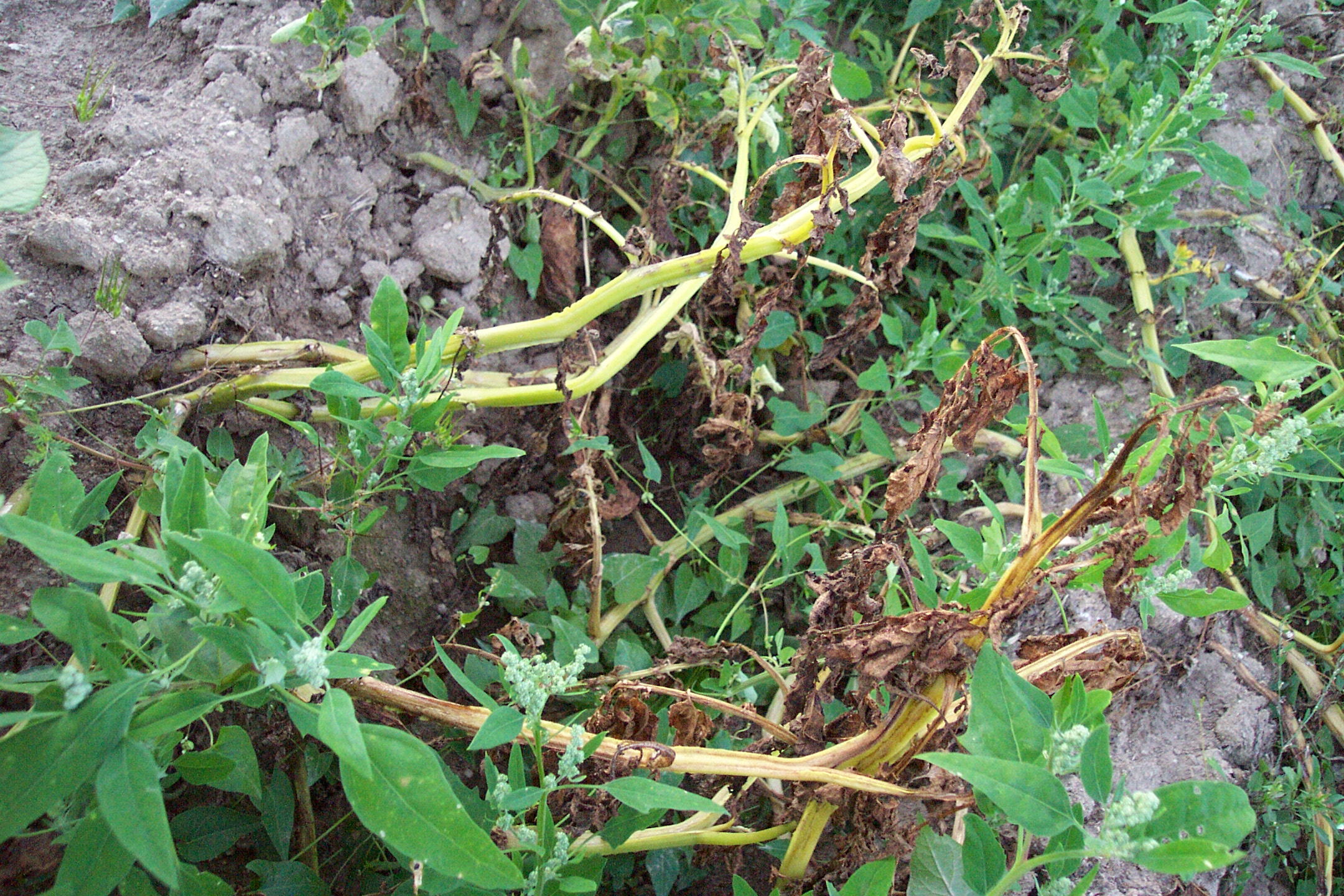
Napadení listů a stonku

### Stonek
Listy hnědnou a odumírají, později odumírá a černá stonek a rostlina hyne.

### Plod
Na plodech vznikají mírné zelenohnědé skvrny, které zasahují hluboko do dužniny plodu. V obrubě skvrny parenchym tvrdne. Napadené plody nedozrávají a hnijí. Při velké vlhkosti lze na plodech pozorovat bílý práškovitý povlak. Sledovat symptomy na plodech lze snadno například u rajských jablek.

### Možnost záměny
Lze zaměnit s fyziologickým poškozením větrem, nedostatkem některých prvků (Mg). Rovněž lze napadení zaměnit s houbovými chorobami a bakteriálními chorobami:
- terčovitá a hnědá skvrnitost bramboru (způsobená Alternaria solani a A. tenuis)
- bakteriální černání stonku (způsobená Erwinia carotovora)
- septoriová skvrnitost rajčete (způsobená Septoria lycopersici)
- alternáriová skvrnitost rajčete (způsobená Alternaria solani)

## Význam
Je popisováno, že v chladných a vlhkých letech může způsobit snížení sklizně plodů až o 90 %.

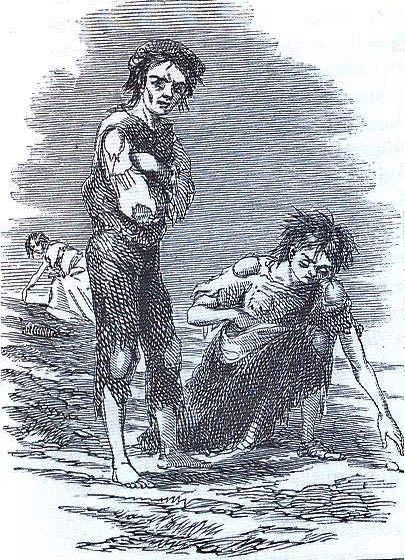
Hladomor ve Velké Británii 1845–1847

V letech 1845–1847 došlo k epidemickému šíření choroby na území západní Evropy. V Irsku opakované epidemie choroby bramboru vyvolaly ekonomický úpadek nájemců půdy. Vláda Spojeného království Velké Británie, v tom období nejbohatší země planety, nejen celé uvedené období nepodnikala žádné významné kroky k potlačení ekonomických obtíží nejchudších obyvatel Irska, ale odmítala i zahraniční pomoc Irsku. Velký irský hladomor a následná epidemie chorob (cholera, tuberkulóza, respirační a parazitická onemocnění), které vypukly, přivedly smrt asi 1 miliónu obyvatel Irska a vedly k emigraci 1,5 miliónu obyvatel. Některé zdroje uvádí, že nečinnost britské vlády vůči hladomoru v Irsku byla úmyslná genocida (Gorta Mór Genocide). V roce 1848 vypuklo v Irsku povstání.

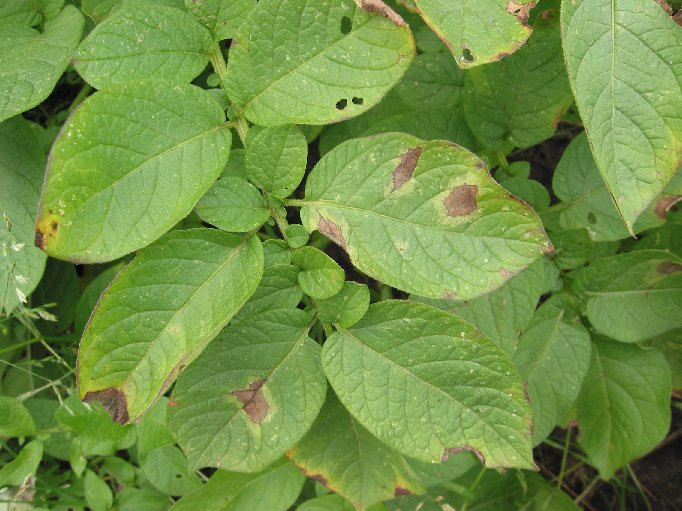
Počáteční příznaky na líci listu

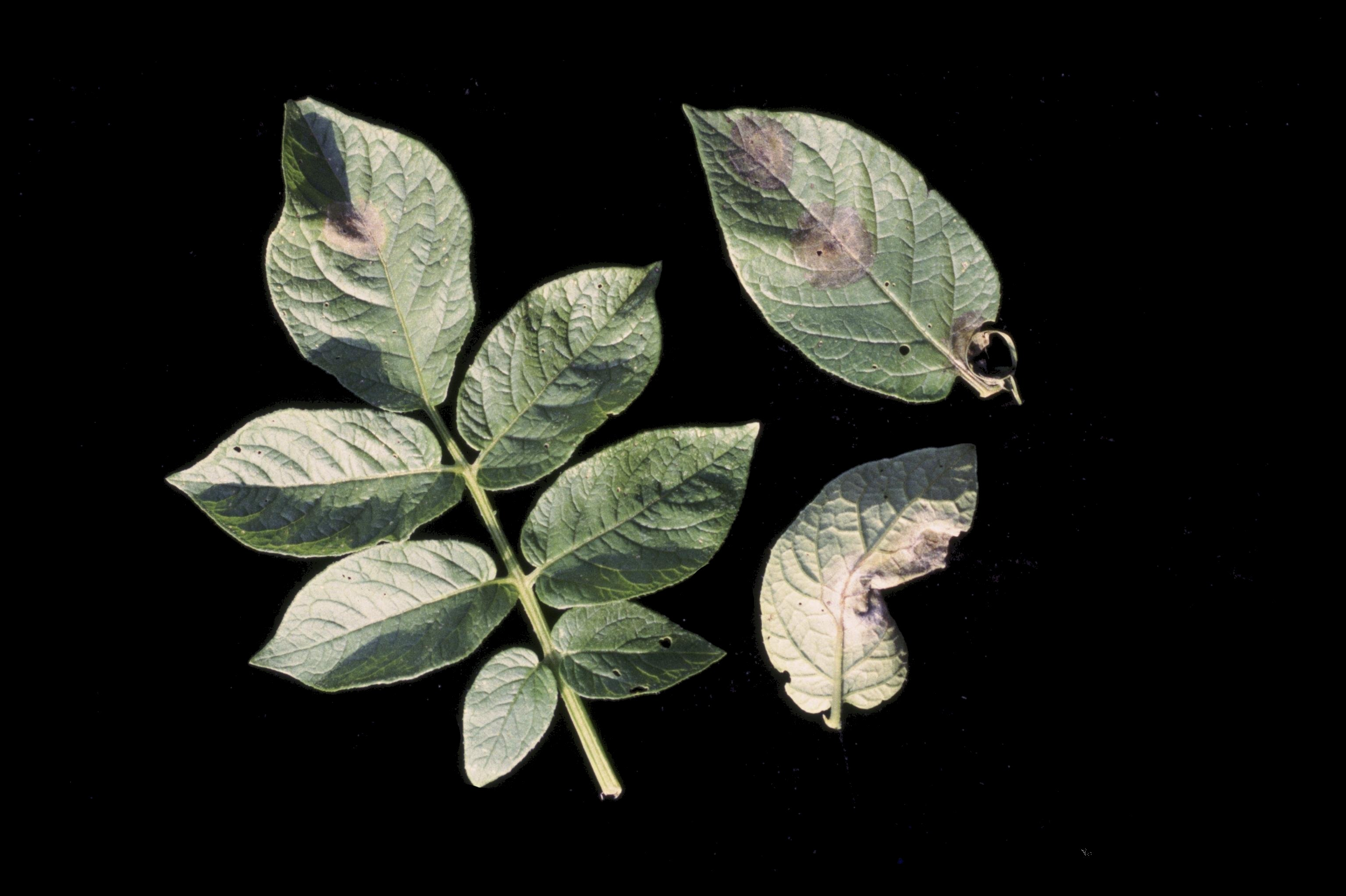
Počáteční příznaky na rubu listu

## Biologie
Houba infikuje rané kultivary bramboru, z kterých se nákaza šíří. Konídiové výtrusy jsou roznášeny větrem na listy zdravých rostlin a rajčat. Při menší vlhkosti a vyšší teplotě (kolem 24 °C) klíčí hyfy a které pronikají do listu. Při velké vlhkosti a nízké teplotě (okolo 12–15 °C)
se výtrusy mění na zoosporangie z nichž vznikají hyfy, které pronikají do listu. Po 8–12 dnech z průduchů vyrůstají rozvětvené konídiové stopky s výtrusy.

## Šíření
K infekci hlíz však může dojít při sklizni, kdy se dostanou do styku poškozené hlízy a napadená nať nebo silně kontaminovaná půda. Během vegetaci jsou hlízy infikovány sporangiemi smývanými srážkami z napadené natě. Množství napadených hlíz závisí na stupni napadené natě, množství a intenzitě dešťových srážek.
Při napadení hlíz v mokré půdě a infekci již na začátku vegetace mohou být hlízy rozloženy v půdě zcela zničeny již před sklizní.

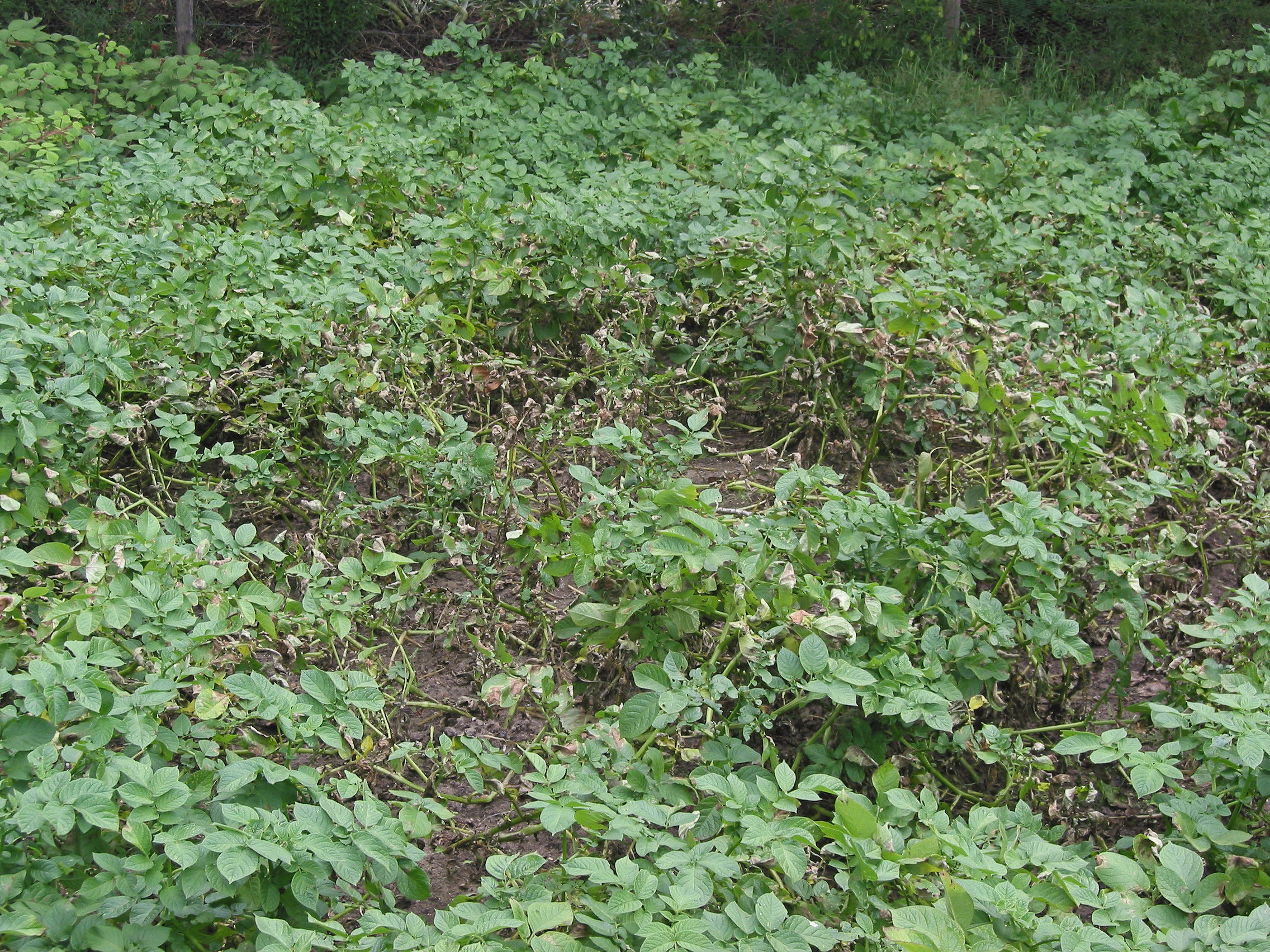
Ohniska nákazy v porostu

## Ochrana rostlin

### Rezistentní odrůdy
V náchylnosti odrůd jsou zjevné rozdíly. Šlechtění na rezistenci, zejména u bramboru, mělo omezený úspěch. Z části kvůli obtížím při pěstování divokých příbuzných bramboru, které jsou zdrojem potenciálních genů rezistence. Většina genů rezistence je účinná pouze proti podskupině izolátů P. infestans.

### Prevence
Používat označenou uznanou sadbu. Dodržovat dostatečnou vzdálenost výsadeb bramboru a rajských jablek.

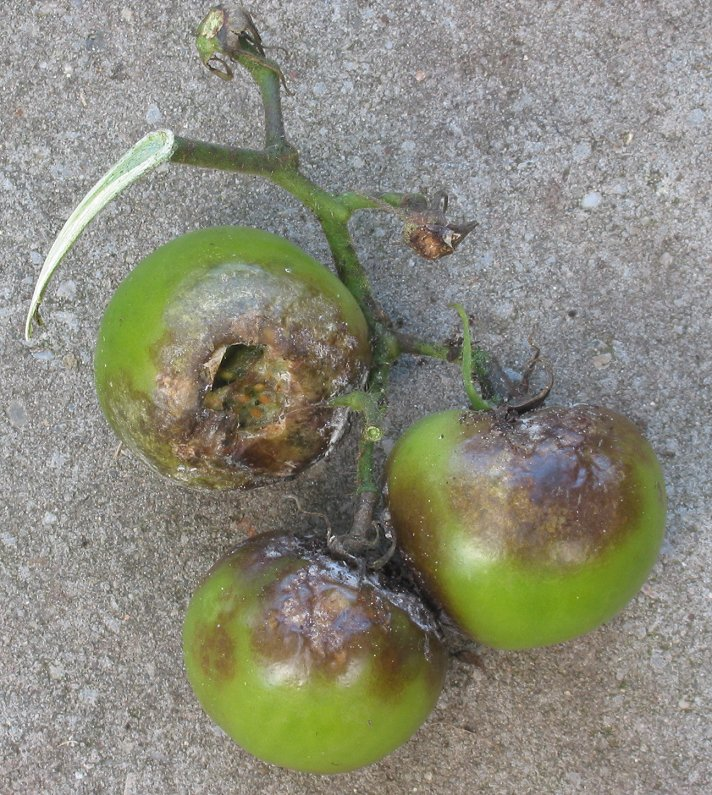
Poškození plodu rajčete

#### Chemická ochrana
Chemická ochrana je nejdůležitějším opatřením. Preventivní ošetření se provádí každých 10–14 dnů fungicidním přípravkem obsahujících zineb, mankozeb (např. Dithane M 45), metiramu (např. Polyram Combi)
Postřik musí pokrýt povrch rostlin v porostu. Důležité je ošetření spodní strany listů.

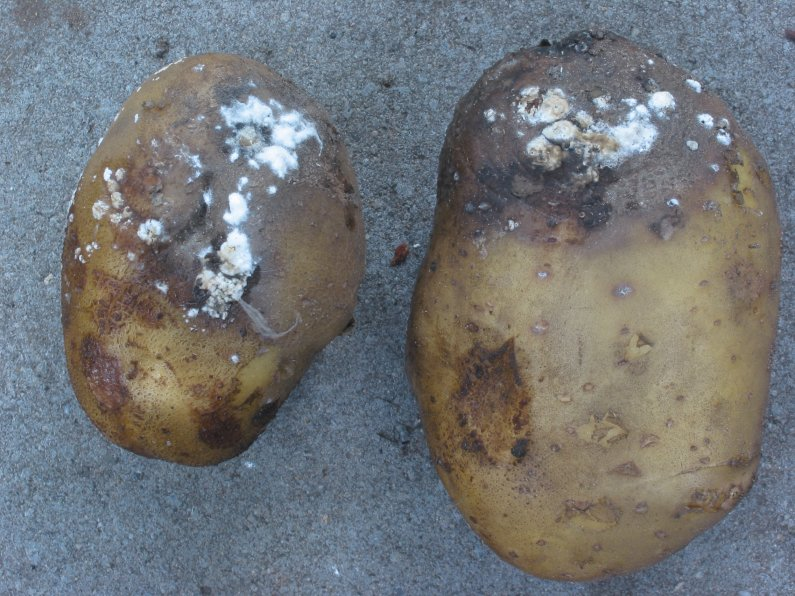
Napadené hlízy bramboru

#### Povolené přípravky
Podle agromanual.cz a agrahb.cz.
- ACROBAT MZ
- ALTIMA 500 SC
- CONSENTO
- CRITERIUM
- CUPROCAFFARO
- CURZATE GOLD
- CURZATE M WG
- DITHANE DG NEOTEC
- DRAGO 	2 kg
- EMENDO M
- ELECTIS
- FANTIC M
- FLOWBRIX
- FUNGURAN-OH 50WP
- CHAMPION 50 WP
- INFINITO
- KOCIDE 2000
- KUNSHI
- KUPRIKOL 50
- KUPRIKOL 250 SC
- MASTANA SC
- MIXANIL
- NANDO 500 SC
- NOVOZIR MN 80 NEW
- PENNCOZEB 75 DG
- POLYRAM WG
- RANMAN + RANMAN AKTIVATOR
- RANMAN TOP
- REVUS
- RIDOMIL GOLD MZ PEPITE
- TANOS 50 WG
- VALIS M ®
- ZETANIL WG
- ZIGNAL 500 SC

#### Agrotechnická opatření
Pro ochranu hlíz bramboru je vhodné předčasné ukončení vegetace (pomocí chemického ošetření v případě výskytu plísně). Při rozhodování je třeba vzít v úvahu předpokládaný vývoj choroby, počasí a náchylnost pěstované odrůdy. Prodlužování vegetace napadené natě usnadňuje pronikání choroby do hlíz.